# Osticythere baragwanathi
Osticythere baragwanathi is een mosselkreeftjessoort uit de familie van de Osticytheridae. De wetenschappelijke naam van de soort is voor het eerst geldig gepubliceerd in 1928 door Chapman & Crespin.